# 10 (The Guess Who)
#10 è un album in studio del gruppo musicale canadese The Guess Who, pubblicato nel 1973.

## Tracce
1. Take It Off My Shoulders – 4:03
2. Musicione – 3:55
3. Miss Frizzy – 4:25
4. Glamour Boy – 5:27
5. Self Pity – 4:22
6. Lie Down – 4:43
7. Cardboard Empire – 3:25
8. Just Let Me Sing – 6:13

## Formazione
- Burton Cummings – voce, tastiera
- Kurt Winter – chitarra
- Donnie McDougall - chitarra, cori
- Bill Wallace – basso, cori
- Garry Peterson – batteria